# Aurèsbjergene
Auresbjergene (arabisk: جبال الأوراس, kendt i antikken som (latin) Aurasius Mons) er et underområde af de Sahariske Atlasbjerge i det nordøstlige Algeriet. Bjergkæden giver sit navn til den bjergrige og historiske region Aures.

## Geografi
Auresbjergene er den østlige fortsættelse af Sahariske Atlas. Den højeste top i Aurès-bjergkæden er Djebel Chélia i Khenchela-provinsen, som er 2.328 moh.
Belezmakæden er en nordvestlig forlængelse af Auresbjergene, der ligger hvor Tell Atlas og Sahariske Atlas mødes. Dens vigtigste toppe det 2.178 meter høje Djebel Refaâ og det 2.136 meter høje Djebel Tichaou. Atlas-bjergkæden strækker sig i alt over 1000 kilometer af det nordvestlige Afrika.

## Historie
Historisk set var Aures et tilflugtssted og bolværk for berberstammerne og dannede en modstandsbase mod romerne, vandalerne, byzantinerne og araberne gennem århundrederne.
Det svært tilgængelige bjergområde var også et distrikt i Fransk Algeriet, der eksisterede under og efter den algeriske uafhængighedskrig fra 1954 til 1962. Det var i denne region, at berbiske frihedskæmpere i 1954 startede den algeriske uafhængighedskrig. Det barske terræn i Aures gør det stadig til et af de mindst udviklede områder i Maghreb.

## Befolkning
I det østlige Algeriet er Aures en stor berbertalende region, hjemsted for Chaoui-folket. Den østlige Chaoui-Berber befolkning lever som traditionelle transhumaner (en), hvor de dyrker faste stenterrasser i bjergene, hvor de dyrker durra, og andre kornsorter samt grøntsager. Sæsonmæssigt flytter de om vinteren deres kvæg til relativt varme områder i lavlandets dale, hvor de slår telte op eller lever i andre midlertidige strukturer og passer husdyr gennem vinteren.

## Galleri
- Aures -regionen i Algeriet
- Udsigt over et af bjergene i Belezma Range, et vestligt underområde af Aures
- Landskab i den sydlige del af området